# Maud Mannoni

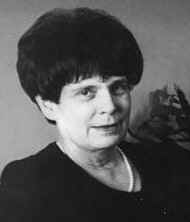
Maud Mannoni

Maud Ferreira Mannoni (22 de outubro de 1923 - 15 de março de 1998) foi uma psicanalista francesa de origem neerlandesa. Estudou psiquiatria em Antuérpia, na Bélgica, sob a direção de Dellaert . Seguindo o método terapêutico para crianças psicóticas de Françoise Dolto , obteve sucesso na elaboração teórica de sua experiência, inspirada pelos ensinamentos de Jacques Lacan.

## Trabalhos
- Un lieu pour vivre
- La théorie comme fiction. Freud, Groddeck, Winnicott, Lacan, Paris 1979
- Éducation impossible
- l'Enfant arriéré et sa mère (1964)
- Le premier rendez-vous avec le psychanalyste (1965)
- l'Enfant, sa « maladie » et les autres (1967)
- Le psychiatre, son "fou" et la psychanalyse, Paris 1970
- Ce qui manque à la vérité pour être dite. Paris 1988 [Autobiographie]
- Amour, haine, séparation. Renouer avec la langue perdue de l'enfance. Paris 1991
- Le nommé et l'innommable. Le dernier mot de la vie. Paris 1991
- Les mots ont un poids, ils sont vivants. Que sont devenus nos enfants fous? Paris 1995
- Devenir psychanalyste. Les formations de l'inconscient. Paris 1996
- Elles ne savent pas ce qu'elles disent. Paris 1998
- D' un impossible à l'autre